# Sigournais
Sigournais – miejscowość i gmina we Francji, w regionie Kraj Loary, w departamencie Wandea.
Według danych na rok 1990 gminę zamieszkiwało 789 osób, a gęstość zaludnienia wynosiła 43 osób/km² (wśród 1504 gmin Kraju Loary Sigournais plasuje się na 677. miejscu pod względem liczby ludności, natomiast pod względem powierzchni na miejscu 623.).